# Hesperopetes
Hesperopetes — вимерлий рід ссавців з родини Sciuridae, ендемічний для США (Південна Дакота, Небраска, Вайомінг).

## Характеристики
Зубні характеристики Hesperopetes значною мірою відповідають характеристикам роду Oligopetes, який був задокументований з раннього олігоцену в Європі, але відрізняються емаллю знайдених премолярів та молярів. Згідно з першим описом, це були маленькі вивірки з сильно ребристою зубною емаллю та специфічними характеристиками молярів.